# Joule
A joule a munka, a hőmennyiség és az energia – mint fizikai mennyiségek – mértékegysége az SI rendszerben. Jele: J.
Egy joule munkát végez az egy newton nagyságú erő a vele egyirányú egy méter hosszúságú elmozdulás közben. Ugyancsak egy joule az egy watt teljesítménnyel egy másodpercig végzett munka.
Továbbá egy joule közelítőleg az a munka, amely kb. 102 gramm tömeggel rendelkező test egy méter magasságba történő felemeléséhez szükséges a Föld gravitációs mezejében a felszín közelében.

## A név eredete és kiejtése
A mértékegységet James Prescott Joule angol fizikus tiszteletére nevezték el 1889-ben. Kiejtése nem egységes: [zsúl], [dzsúl], [dzsaul] alakokkal lehet találkozni (/ʒuːl/, /dʒuːl/, /dʒaʊl/). A fizikus Joule-ról az Oxford English Dictionary ezt írja: „Noha néhány ilyen nevű ember a nevét „dzsaul”-nak mondja, mások pedig „dzsoul”-nak, szinte biztos, hogy J. P. Joule és a rokonai közül legalább néhányan a „dzsúl” alakot használták.”

## Dimenziója
1 J = 1 N · 1 m
1 J = 1 kg ·1 m2 · 1 s‒2
1 J = 1 W · 1 s
1 J = 1 C · 1 V

## Átváltás ajouleés más munka-, illetve energia-mértékegységek között
- 1 J ={\displaystyle {\frac {1}{3,6\cdot 10^{6}}}\approx } 0,000 000 278 kWh
- 1 J = 6,24150934·1018 eV[2]
- 1 J {\displaystyle \approx } 0,239 cal
- 1 J {\displaystyle \approx }  0,000 948 BTU

## Többszörösei az SI-ben
| Többszörös | Név        | Jel |  | Többszörös | Név        | Jel |
| ---------- | ---------- | --- |  | ---------- | ---------- | --- |
| 100        | joule      | J   |  |            |            |     |
| 101        | dekajoule  | daJ |  | 10−1       | decijoule  | dJ  |
| 102        | hektojoule | hJ  |  | 10−2       | centijoule | cJ  |
| 103        | kilojoule  | kJ  |  | 10−3       | millijoule | mJ  |
| 106        | megajoule  | MJ  |  | 10−6       | mikrojoule | µJ  |
| 109        | gigajoule  | GJ  |  | 10−9       | nanojoule  | nJ  |
| 1012       | terajoule  | TJ  |  | 10−12      | pikojoule  | pJ  |
| 1015       | petajoule  | PJ  |  | 10−15      | femtojoule | fJ  |
| 1018       | exajoule   | EJ  |  | 10−18      | attojoule  | aJ  |
| 1021       | zettajoule | ZJ  |  | 10−21      | zeptojoule | zJ  |
| 1024       | jottajoule | YJ  |  | 10−24      | joktojoule | yJ  |